# Système de semences de l'OCDE
Un système de semences de l'OCDE  
est un ensemble de règles et règlements définissant les normes techniques élaborées par des spécialistes de la vérification des semences. Ils sont établis, depuis 1958, pour la certification variétale ou le contrôle des semences destinées au commerce international, pour les 55 pays et États membres de l'Organisation de coopération et de développement économiques (OCDE) participants.

## But
Ses systèmes sont destinés à favoriser l'utilisation de semences sélectionnées, dans les pays participants. Ces cultivars (variétés de plantes cultivées) y compris ceux génétiquement modifiés ainsi que les écotypes (cultivars locaux) sont préalablement inscrits au Catalogue officiel national du pays obtenteur,. 

## Les différents systèmes de semences
Ils ont pour objet la certification des semences (sauf celui des légumes autorisant aussi la production de semences potagères en tant que « semences standard » contrôlées, mais non certifiées). La publication de la « liste annuelle des variétés certifiables » comprend plus de 43 000 cultivars de 200 espèces agricoles dans les sept systèmes de semences :
- Plantes herbagères et légumineuses
- Plantes crucifères et autres espèces oléagineuses ou à fibres
- Céréales
- Betteraves sucrières et fourragères
- Trèfle souterrain et espèces similaires
- Maïs et sorgho
- Légumes